# Margaritariidae
Margaritariidae zijn een uitgestorven familie van tweekleppigen uit de superorde Anomalodesmata.